# Macromalon montanum
Macromalon montanum là một loài tò vò trong họ Ichneumonidae.